# A Mars terraformálása (társasjáték)
A Mars terraformálása 1-5 játékos által játszható stratégiai társasjáték. A társast a svéd Jacob Fryxelius alkotta meg, a játék célja a Mars lakhatóvá tétele (terraformálása) az oxigénszint, a hőmérséklet és az óceánok területének növelése által. Mind a játékosok, mind a kritikusok értékelése alapján komoly siker lett, számos díjat nyert.

## Története
A legtöbb 21. századi társasjátékkal ellentétben A Mars terraformálása nem a nagy játékfejlesztő cégek támogatásával és fejlesztésével valósult meg, hanem egy családi cég munkája. A svédországi Fryxelius családban felnőtt tizenhat testvér (10 fivér és 6 nővér) szülei társasjáték rajongók voltak, így a gyerekek már egészen fiatal korukban az apjuk által kitalált játékokkal játszottak és részt vettek ezek fejlesztésében is. A játékkészítés a fivérek számára felnőttkorukban is fontos maradt, így 2011-ben a könyvelőként dolgozó Enoch, a kémiatanár Jacob, a grafikus Daniel és az IT-szakember Jonathen megalapították családi vállalkozásukat, a FryxGamest. A Mars ötletgazdája a tudományos doktorátussal rendelkező Jacob volt és 70-80%-ban az ő munkája a társasjáték is, de az egész család segített a szabályok kialakításában, a tesztelésben, az illusztrálásban és a kísérő szövegek angolra fordításában, hogy be tudjanak törni a nemzetközi piacra. A vállalkozás elindításához a széles rokonság adta össze a pénzt. A játék végül 2016-ban mutatkozott be a világ egyik legnagyobb társasjátékos vásárját tartó Essenben.

## Játékmenet
A játék kerettörténete szerint 2400-ban technológiailag lehetővé válik a Mars terraformálása, ebben a vállalkozásban pedig hatalmas cégbirodalmak versenyeznek egymással. Ugyan a cél, a bolygó lakhatóvá tétele közös, a játék nem kooperatív, hanem a játékosok egymással versenyeznek, egy-egy óriáscéget irányítva próbálják a lehető legtöbb győzelmi pontot megszerezni. A történetet Kim Stanley Robinson Vörös Mars című regénye ihlette.
A játék elején minden résztvevő választ magának egy-egy cégbirodalmat, amelyek különböző kezdési lehetőségeket és speciális tulajdonságokat kínálva különböző stratégiákat tesznek lehetővé.  
A játékosok alap pénztermelését a játéktábla szélén található terraformációs ráta határozza meg, ha valaki növeli a három mutató valamelyikét, vagyis az oxigénszintet, a hőmérsékletet vagy az óceánok számát, akkor növekszik a terraformációs rátája is, amely növeli a pénztermelését, és győzelmi pontokat is ad neki a játék végén. Minden játékos rendelkezik egy játékostáblával, amely a cége aktuális termelését jelzi, az itt található pénztermelés plusz pénzt ad, az acél és a titán drága projektek megvásárlását teszik olcsóbbá, a palántatermelés az oxigénszint növelését teszi lehetővé, az energia és a hő pedig a bolygó átlaghőmérsékletének növeléséhez járulnak hozzá. A Mars terraformálása a kártyaválasztásos (card drafting) játékok közé tartozik, a játékosok körük elején projektkártyákat húznak, majd a stratégiájukhoz illőket egy alap áron megveszik. Amikor elég pénzük van az aktiválásukhoz, kijátsszák azokat. A projektek három típusba tartoznak, a kék szegélyű aktívkártyák minden körben kifejtik hatásukat, a zöld automatizált kártyák a cég valamelyik típusú termelését befolyásolják, a piros eseménykártyák pedig egyszeri hatást fejtenek ki. A projektek végrehajtását bonyolítja, hogy sok kártya kijátszása feltételekhez kötött, így vagy csak a játék kezdeti, vagy végső szakaszában használható, esetleg egy másik típusú termelést kell csökkenteni hozzá. A Marson zajló építkezéseket a játékosok a táblán található térképen jelölik, itt a hatszögletű területi egységek a bolygó területének 1-1%-át jelképezik.  
A játékosok elsősorban az oxigénszint, a hőmérséklet és az óceán növeléséért kapnak győzelmi pontokat, de a a játék végén pontot érnek a telepített erdők, városok és az emberiség megtelepedését, az infrastruktúra kiépítését elősegítő projektek is. Ha egy, a benépesítéshez szükséges jellemző elérte a célértéket (oxigénszint: 14%, átlaghőmérséklet +8 °C, 9%-os óceánborítás), onnantól kezdve már nem lehet az adott érték növeléséért pontot szerezni, ha pedig mindhárom érték eléri a kívánt szintet, a játék véget ér.  
Az egyedi stratégia kidolgozását a projektkártyák hatalmas mennyisége teszi lehetővé, a 233 kártya mindegyike egyedi. A lapokon szereplő tudományos projektek érdekessége, hogy többnyire a valóságban is léteznek, vagy tervbe van véve az alkalmazásuk. A projektkártyák a játékra gyakorolt hatásuk leírása mellett egy fülszöveget is tartalmaznak, amely az adott építkezés vagy cselekvés tudományos hátteréről, esetleg egy kapcsolódó humoros információról ír. A társasjáték illusztrációi rajzok és számítógéppel módosított fényképek.
A résztvevők közötti interakció alapvetően limitált, a cégek csak néhány projekt révén tudnak egymástól nyersanyagot lopni, vagy a másik termelését csökkenteni, egyébként egymástól függetlenül fejlődnek. Tapasztalt játékosok számára opció az úgynevezett draftolós játékváltozat, ebben az esetben mindenki hatással van arra, hogy a többiek milyen projektekhez jutnak hozzá. A Marshoz tartozik egyjátékos mód is, amelyben a játékosnak 14 generáció alatt kell lakhatóvá tennie a bolygót.

## Fogadtatás
Egyedi témájának, tudományos igényességének és újszerű játékmechanikájának köszönhetően azonnal siker lett mind a játékosok, a kritikusok, és a Mars tanulmányozásával foglalkozó tudósok körében. A társasjátékos világ legfontosabb díjai közül 2016-ban megnyerte az amerikai Board Game Quest Awardsot, 2017-ben pedig a német Deutscher Spiele Preis első helyezettje lett. A legnépszerűbb társasjátékok listáján folyamatosan előkelő helyen szerepel, a Board Game Geek oldalán 2022-ben a 4. helyezett. A Board Game Squad kritikusok értékeléseit összegző listáján a Mars terraformálása minden idők második legjobb társasjátéka.

## Kiegészítők
- A Mars terraformálása: Hellas & Elysium

A Hellas & Elysium egy duplaoldalas táblával két új térképet ad hozzá a játékhoz, valamint kibővíti az alapjátékban annyira nem hangsúlyos díjak és mérföldkövek szerepét is.
- A Mars terraformálása: Távoli gyarmatok

A Távoli gyarmatok kiegészítőben a játékosok már harcolhatnak a Naprendszer távoli részein létesített kolóniák uralásáért is. A 49 új projektkártya és 5 cégbirodalom mellett megjelennek a kereskedelmi űrflották is.
- A Mars terraformálása: Következő állomás: Vénusz

A Következő állomás: Vénuszban lehetőség nyílik a Vénusz terraformálására is és itt is új projektkártyákkal bővül a készlet.
- A Mars terraformálása: A Kezdetek

A Kezdetek a játék elején használható 35 kezdetkártyával teszi a korábbiaknál is jobban variálhatóvá a játékmenetet. A cégek elindulásának segítése mellett 5 új cégbirodalom is megjelenik.
- A Mars terraformálása: Hatalmi játszma

A Hatalmi játszma fő újítása a Terraformálási bizottság megjelenése, ebben a politikai tanácsban a játékosok egy-egy frakciót képviselnek. A politikai machinációk növelik a játékosok közötti interakciók számát, ezen kívül pedig új globális eseménykártyák, cégbirodalomkártyák és projektkártyák jelennek meg.